# غونار ياكوبسون
غونار ياكوبسون هو متسابق خماسي حديث سويدي، ولد في 5 أبريل 1948 في أوبسالا في السويد.

## وصلات خارجية
- غونار جاكوبسون على موقع أوليمبيديا (الإنجليزية)
- غونار جاكوبسون على موقع اللجنة الأولمبية السويدية (السويدية)